# Крючко Тетяна Олександрівна
Тетяна Олександрівна Крючко (нар. 29 квітня, 1955, Полтава) — українська вчена в галузі педіатрії, докторка медичних наук, професорка. Академікиня академії наук вищої школи України за науковим відділенням фундаментальних проблем медицини (2019).

## Біографія
Тетяна Крючко народилася 29 квітня 1955 року в місті Полтава.
У 1978 році закінчила Полтавський медичний стоматологічний інститут за спеціальністю «лікувальна справа». Кандидатська дисертація «Вплив простагландинів на стан гемостазу, перекисного окислення ліпідів і фізіологічної антиоксидантної системи організму» (1991), докторська дисертація «Клініко-патогенетичне обґрунтування системи профілактичних заходів дітям різних груп радіаційного ризику» (2003). Асистентка, доцентка, професорка кафедри педіатрії №2, а з 2002 року по теперішній час — завідувачка кафедри педіатрії №2 Полтавського державного медичного університету. Доцентка кафедри педіатрії (2001); професорка кафедри педіатрії (2003).

## Наукова діяльність
Основні напрямки наукової діяльності Крючко пов’язані з актуальними проблемами сучасної педіатрії, що стосуються аспектів діагностики та лікування захворювань гепатобіліарної системи у дітей, генетичних механізмів розвитку алергічних, нефрологічних та гастроенетрологічних захворювань. Вагомий внесок зроблено у вивчення нез’ясованих питань діагностики, лікування, профілактики бронхолегеневої патології, підвищення ефективності своєчасної діагностики нефрологічних і гастроентерологічних захворювань дітей раннього віку та підлітків, впровадження нових методів лікування.
Наукових праць — 526, серед яких 12 монографій, 5 підручників та 32 навчальних посібники, 10 патентів на винаходи, 9 інформаційних листів та 3 галузеві нововведення.
Курси за тематикою «Алергопатологія та імунодефіцитні стани у дітей», «Інтегроване ведення хвороб дитячого віку», «Амбулаторно-поліклінічна допомога дітям», «Актуальні питання дитячої гастроентерології та гепатології». Проведення майстер-класу з проблем орфанних захворювань у дітей.
Тетяна Крючко має в авторському доробку 5 підручників з педіатрії та інфекційних хвороб у дітей українською та англійською мовами. Підготовлено 15 кандидатів медичних наук, та 1 доктор філософії.
Експертка фахової експертизи «Центру тестування професійної компетентності фахівців з вищою освітою напрямків підготовки «Медицина» і «Фармація» МОЗ України.

### Членство
- Членкиня Правління Асоціації педіатрів України
- Членкиня Правління Асоціації педіатрів-гастроентерологів і нутриціологів України
- Голова Полтавського осередку лікарів-педіатрів України
- Членкиня мультидисциплінарної робочої групи з розробки галузевих стандартів згідно з наказом №1908 від 18 серпня 2020 року
- Членкиня робочої групи експертів НСЗУ згідно з наказом №234 від 16 вересня 2020 року
- Членкиня редакційної ради та редакційної колегії міжнародних фахових журналів SCOPUS та Web of Science, вітчизняних науково-практичних видань
- Постійна членкиня разових спеціалізованих вчених рад по присудженню ступеня доктора філософії.

## Нагороди
- Почесні грамоти Міністерства охорони здоров’я (2001, 2013)
- Почесні грамоти Полтавської обласної ради, Полтавської міської ради, відзнаки ректора